# Куба на Светском првенству у атлетици у дворани 2018.
Куба је на 17. Светском првенству у атлетици у дворани 2018. одржаном у Бирмингему (Уједињено Краљевство) од 1. до 4. марта учествовала седамнаести пут, односно учествовала је на свим првенствима до данас. Репрезентацију Кубе представљало је 8 такмичара (5 мушкарца и 3 жена), који су се такмичили у 7 дисциплина (3 мушке и 4 женске).,
На овом првенству представници Кубе су освојили 2 медаље, једну златну и једну бронзану. Овим успехом Куба је делила 7 место у укупном пласману освајача медаља.
У табели успешности према броју и пласману такмичара који су учествовали у финалним такмичењима (првих 8 такмичара) Куба је са 5 учесника у финалу заузела 12. место са 20 бодова.
| Пл. | Земља  | 1. место | 2. место | 3. место | 4. место | 5. место | 6. место | 7. место | 8. место | Бр. фин. | Бод. |
| --- | ------ | -------- | -------- | -------- | -------- | -------- | -------- | -------- | -------- | -------- | ---- |
| 12. | Србија | 1        | 0        | 1        | 0        | 0        | 0        | 3        | 0        | 5        | 20   |

## Учесници
| Мушкарци: - Роџер Ирибарн — 60 м препоне - Хуан Мигел Ечеверија — Скок удаљ - Мајкел Масо — Скок удаљ - Кристијан Наполе — Троскок - Анди Дијаз — Троскок | Жене: - Јорхелис Родригез — Скок увис, Петобој - Јарислеј Силва — Скок мотком - Јаниувис Лопез — Бацање кугле |  |

## Освајачи медаља (2)

### злато(1)
- Хуан Мигел Ечеверија — Скок удаљ

### бронза(1)
- Јорхелис Родригез — Петобој

## Резултати

### Мушкарци
| Атлетичар            | Дисциплина   | Лични рекорд | Квалификације | Квалификације | Полуфинале     | Полуфинале | Финале       | Финале      | Детаљи |
| Атлетичар            | Дисциплина   | Лични рекорд | Резултат      | Место         | Резултат       | Место      | Резултат     | Место       | Детаљи |
| -------------------- | ------------ | ------------ | ------------- | ------------- | -------------- | ---------- | ------------ | ----------- | ------ |
| Роџер Ирибарн        | 60 м препоне | 7,59         | 7,59 КВ, =ЛР  | 1. у гр. 2    | 7,58 (.574) ЛР | 2. у гр. 2 | 7,77         | 7 / 37 (38) |        |
| Хуан Мигел Ечеверија | скок удаљ    | 8,34         |               |               |                |            | 8,46 СРС, ЛР |             |        |
| Мајкел Масо          | скок удаљ    | 8,33 o       | 7,71          | 13 / 15       |                |            |              |             |        |
| Кристијан Наполе     | троскок      | 17,02        | 16,70         | 9 / 15        |                |            |              |             |        |
| Анди Дијаз           | троскок      | 17,40 o      | 15,37 ЛРС     | 15 / 15       |                |            |              |             |        |

### Жене
| Атлетичарка       | Дисциплина   | Лични рекорд | Финале   | Финале  | Детаљи |
| Атлетичарка       | Дисциплина   | Лични рекорд | Резултат | Место   | Детаљи |
| ----------------- | ------------ | ------------ | -------- | ------- | ------ |
| Јорхелис Родригез | скок увис    | 1,85         | 1,84     | 13 / 13 |        |
| Јарислеј Силва    | скок мотком  | 4,82         | 4,60 ЛРС | 7 / 12  |        |
| Јаниувис Лопез    | бацање кугле | 17,90        | 18,19 ЛР | 7 / 15  |        |

#### Петобој
| Дисциплина   | Јорхелис Родригез | Јорхелис Родригез | Јорхелис Родригез | Јорхелис Родригез | Јорхелис Родригез | Јорхелис Родригез |
| Дисциплина   | Лич. рек.         | Резултат          | Бод.              | Плас.             | Укупно            | Плас.             |
| ------------ | ----------------- | ----------------- | ----------------- | ----------------- | ----------------- | ----------------- |
| 60 м препоне |                   | 8,57 ЛР           | 1.002             | 10.               | 1.002             | 10.               |
| Скок увис    | 1,85              | 1,88 ЛР           | 1.080             | 2.                | 2.082             | 3.                |
| Бацање кугле | 14,64 о           | 14,15 ЛРС         | 804               | 5.                | 2.886             | 1.                |
| Скок удаљ    | 6,29              | 6,15              | 896               | 6.                | 3.782             | 3.                |
| 800 м        | 2:10,48 о         | 2:17,70 ЛРС       | 855               | 2.                | 4.637             | 3.                |
| Петобој      |                   |                   |                   |                   | 4.637 НР, ЛР      |                   |